# Bernard Francis Law

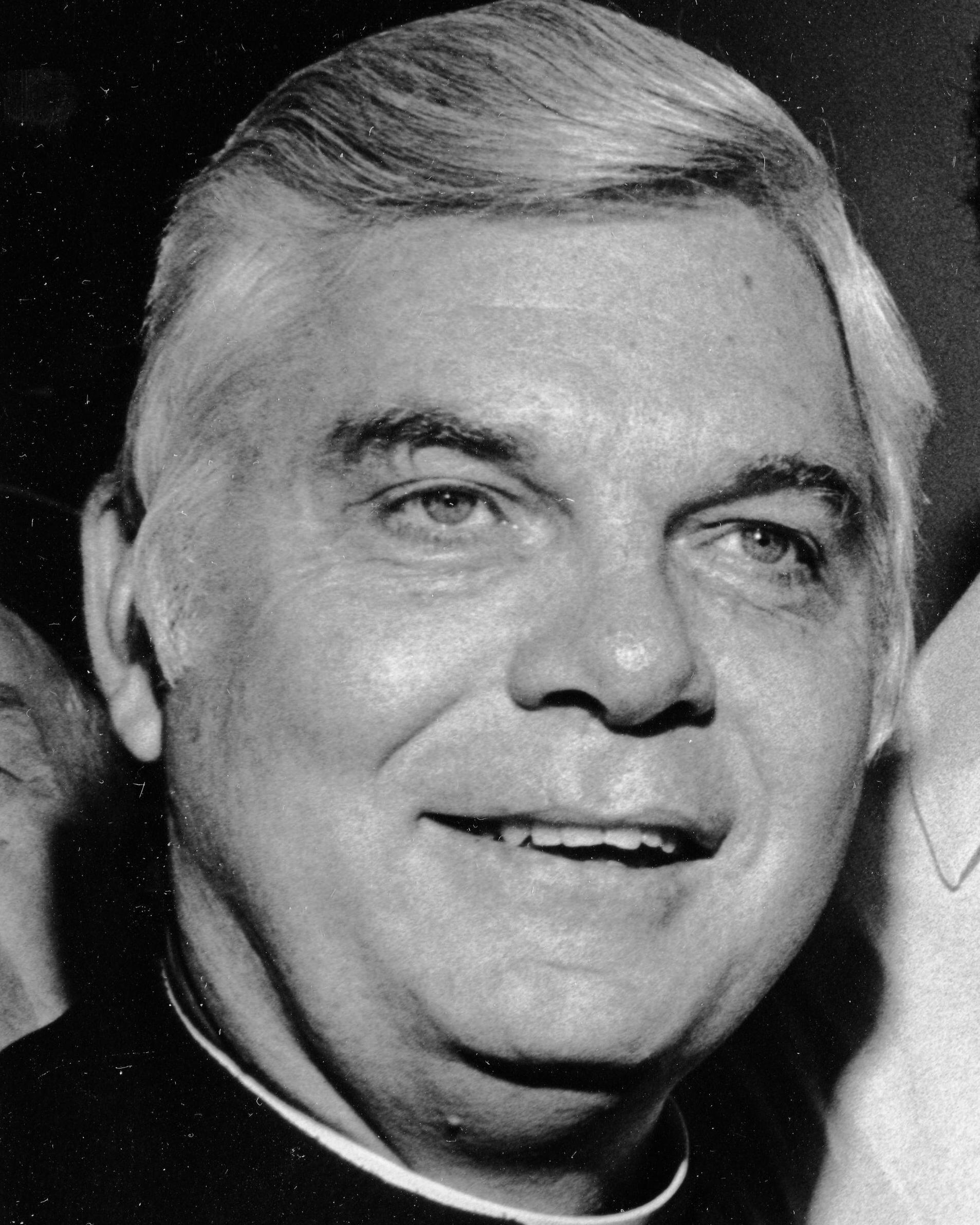
Erzbischof Bernard Francis Law

Kardinalswappen

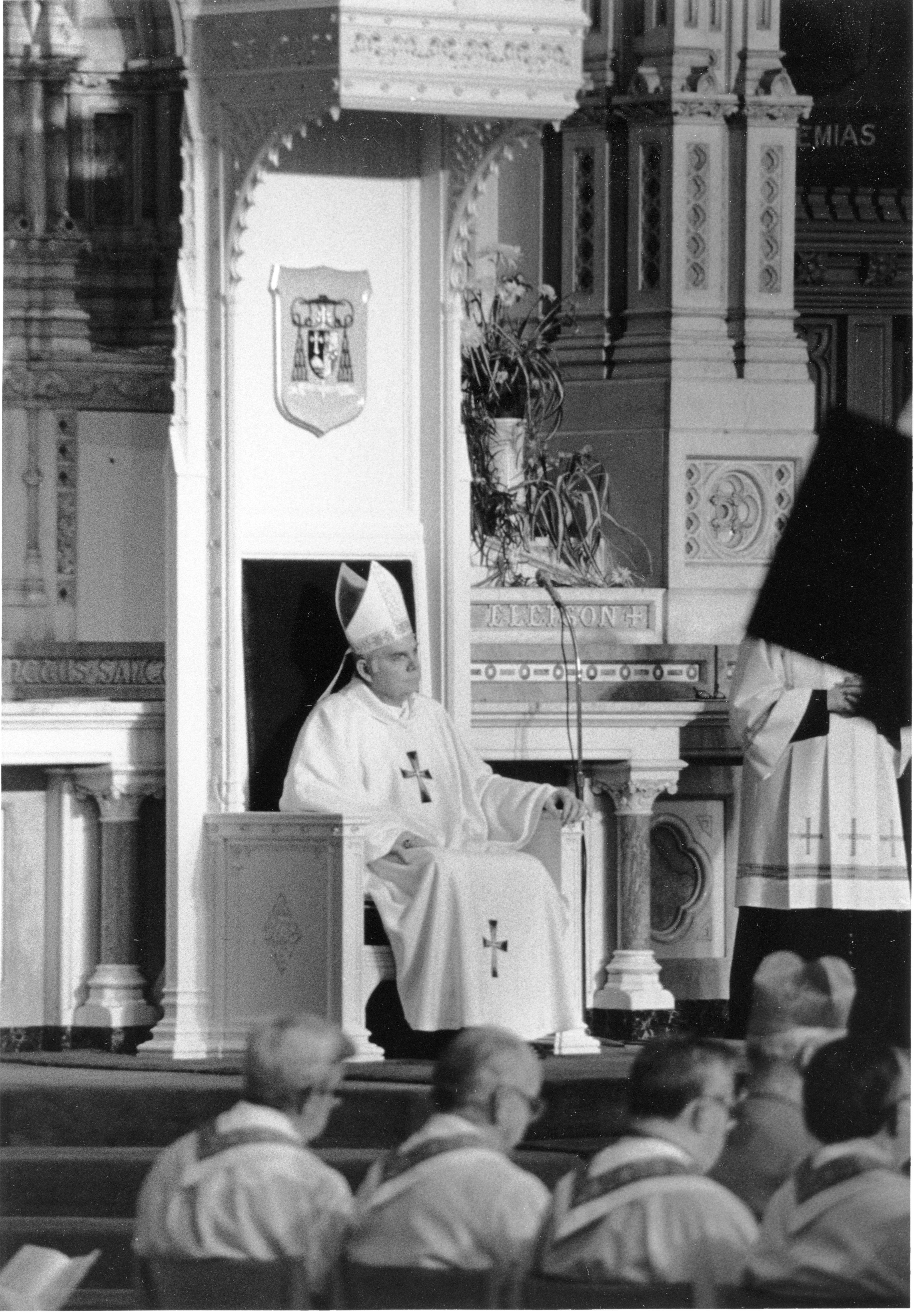
Kardinal Law bei einem Pontifikalamt in seiner Bischofskirche auf der Kathedra (ca. 1985/86)

Bernard Francis Kardinal Law (* 4. November 1931 in Torreón, Mexiko; † 20. Dezember 2017 in Rom, Italien) war ein US-amerikanischer römisch-katholischer Geistlicher, Erzbischof von Boston und Erzpriester der Patriarchalbasilika Santa Maria Maggiore.

## Leben
Bernard Francis Law studierte in Harvard und Worthington (Ohio) die Fächer Katholische Theologie, Philosophie und Mittelalterliche Geschichte. Er empfing am 21. Mai 1961 das Sakrament der Priesterweihe durch den Apostolischen Delegaten in den USA, Erzbischof Egidio Vagnozzi, und arbeitete anschließend zwölf Jahre lang als Seelsorger im Bistum Natchez-Jackson. Von 1961 leitete er die Herausgabe der Kirchenzeitung des Bistums, von 1968 bis 1971 arbeitete er als Sekretär des bischöflichen Rats für Wirtschaftsfragen.
Am 22. Oktober 1973 ernannte ihn Papst Paul VI. zum Bischof von Springfield-Cape Girardeau. Die Bischofsweihe spendete ihm der Bischof von Natchez-Jackson, Joseph Bernard Brunini, am 5. Dezember desselben Jahres. Mitkonsekratoren waren der Erzbischof von Washington, William Wakefield Baum, und der Erzbischof von Cincinnati, Joseph Louis Bernardin.
Am 11. Januar 1984 übertrug ihm Papst Johannes Paul II. die Leitung des Erzbistums Boston und nahm ihn ein Jahr darauf im Konsistorium vom 25. Mai 1985 als Kardinalpriester mit der Titelkirche Santa Susanna in das Kardinalskollegium auf.
Ab Januar 2002 wurde durch Zeitungsberichte sexueller Missbrauch in der römisch-katholischen Kirche publik; am 13. Dezember 2002 trat Law als Erzbischof von Boston zurück, nachdem ihm vorgeworfen worden war, Fälle des sexuellen Missbrauchs durch seine Diözesanpriester, unter anderem John Geoghan, nicht in hinreichender Weise verfolgt und angezeigt zu haben. Im Dezember 2002 zog er von Boston nach Rom und entging so einer bereits erlassenen Vorladung des Staatsanwalts zum Vorwurf der Beihilfe zum sexuellen Missbrauch von Kindern. Zuvor hatte er bereits vor zwei Grand Jurys ausgesagt und ein State’s Attorney General (oberster Ankläger eines US-Bundesstaats) und fünf District Attorneys (Distrikt-Staatsanwälte) hatten gegen ihn ermittelt. In seinem 2003 veröffentlichten Bericht kritisierte der State’s Attorney General von Massachusetts Bernard Francis Law stark, aber beschuldigte ihn nicht des Vertuschens von Missbrauchsfällen und stellte fest, dass er keine Gesetze gebrochen habe.
Bernard Francis Law wurde als Seelsorger in einem Nonnenkloster tätig. Von 2004 bis 2011 war er Erzpriester der römischen Patriarchalbasilika Santa Maria Maggiore.

## Im Film
Er wird im Dokumentarfilm Deliver Us from Evil, der den Missbrauchsskandal um Priester Oliver O’Grady zum Thema hat, erwähnt. Im Film Spotlight (2015) wird er von Len Cariou gespielt. Der auf wahren Tatsachen basierende Film thematisiert, wie im Jahre 2002 das Journalistenteam des Boston Globe die oben genannten sexuellen Missbräuche in der römisch-katholischen Kirche in Boston aufdeckte.

## Mitgliedschaften
Kardinal Law war Mitglied folgender Einheiten der Römischen Kurie:
- Kongregation für die Bischöfe (seit 2000)[8]

Bernard Francis Law war Großprior der Statthalterei Northeastern (USA) des Ritterordens vom Heiligen Grab zu Jerusalem.